# Glenea signaticollis
Glenea signaticollis är en skalbaggsart som beskrevs av Charles Joseph Gahan 1889. Glenea signaticollis ingår i släktet Glenea och familjen långhorningar. Inga underarter finns listade i Catalogue of Life.